# BC Delikatesas
O BC Delikatesas é um clube profissional de basquetebol situado na cidade de Joniškis, Condado de Šiauliai, Lituânia que disputa atualmente a NKL.